# (10057) L’Obel
(10057) L’Obel ist ein Asteroid des Hauptgürtels. Er wurde am 11. Februar 1988 vom belgischen Astronomen Eric Walter Elst am La-Silla-Observatorium (IAU-Code 809) der Europäischen Südsternwarte in Chile entdeckt.
Der Asteroid wurde am 23. Mai 2000 nach dem flämischen Botaniker und Leibarzt Jakobs I. von England, Matthias de L’Obel (1538–1616), benannt, der auch mit dem latinisierten Namen Lobelius bezeichnet wurde. Er beschrieb 1570 in seinem Werk „Stirpium adversaria nova“ die Gewohnheit aus Amerika zurückkehrender Seeleute, Tabak zu rauchen.